# Калифа Кулибали
Калифа Кулибали (Бамако, 21. августа 1991) малијски је фудбалер који тренутно наступа за Кевији.

## Каријера
Кулибали је у својој матичној држави наступао за тамошњи Реал Бамако, пре него што је стигао у резервни састав Париз Сен Жермена. У протоколу прве екипе нашао се једанпут и то против Бреста, на сусрету 5. кола Лиге 1 за сезону 2011/12. Следећи клуб у његовој каријери била је белгијска Шарлроа, са којом је потписао двогодишњи уговор. У том клубу је одиграо само прву годину уговора, током такмичарске 2014/15. Наредног лета је потписао четворогодишњи уговор са Гентом. После још две године у Белгији, Кулибали се 2017. вратио у Француску и потписао петогодишњи уговор са Нантом. Након истека уговорне обавезе, као слободан играч је приступио Црвеној звезди крајем августа 2022. Дебитовао је на 168. вечитом дербију. Уговор је споразумно раскинуо у фебруару наредне године. За клуб је одиграо укупно седам утакмица у свим такмичењима и постигао један погодак. Почетком септембра 2023. потписао је за француског друголигаша Кевији.

## Репрезентација
Са репрезентацијом Малија у узрасту до 20 година старости, Кулибали је учествовао на Светском првенству 2011. године, одржаном у Колумбији. За сениорски састав своје државе дебитовао је 2013. Био је у саставу репрезентације за Афрички куп нација 2017.

## Начин игре
Кулибали је 197 центиметара високи централни нападач, због чега је прозван Џин. Висина му омогућава добро грађење позиције и доминацију у ваздушним дуелима. Иако је на неким сусретима играо упарен с њим у формацији 4-4-2, Кулибали се у поставци Нанта усталио уместо трагично настрадалог Емилијана Сале. Клаудио Ранијери, бивши тренер Канаринаца, описао је Кулибалија као физички и ментално јаког фудбалера, способног да буде носилац напада, али и да упути одлучујућа додавања за гол. Кулибали, међутим, у екипи Нанта није успео да се наметне као први избор па је у последње две сезоне под уговором на већини утакмица наступио уласцима са клупе. У Црвену звезду је стигао непосредно по одласку Милана Павкова, као различит профил играча од Александра Пешића и Охија Омоиџуанфа.

## Статистика

### Клупска
Ажурирано 17. марта 2024.
| Клуб               | Сезона   | Лига                   | Лига    | Лига   | Национални куп | Национални куп | Лига куп | Лига куп | Европа  | Европа | Остало  | Остало | Укупно  | Укупно |
| Клуб               | Сезона   | Дивизија               | Наступа | Голова | Наступа        | Голова         | Наступа  | Голова   | Наступа | Голова | Наступа | Голова | Наступа | Голова |
| ------------------ | -------- | ---------------------- | ------- | ------ | -------------- | -------------- | -------- | -------- | ------- | ------ | ------- | ------ | ------- | ------ |
|                    |          |                        |         |        |                |                |          |          |         |        |         |        |         |        |
| Париз Сен Жермен   | 2010/11. | Лига 1                 | 0       | 0      | 0              | 0              | 0        | 0        | 0       | 0      | —       | —      | 0       | 0      |
| Париз Сен Жермен   | 2011/12. | Лига 1                 | 0       | 0      | 0              | 0              | 0        | 0        | 0       | 0      | —       | —      | 0       | 0      |
| Париз Сен Жермен   | 2012/13. | Лига 1                 | 0       | 0      | 0              | 0              | 0        | 0        | 0       | 0      | —       | —      | 0       | 0      |
| Париз Сен Жермен   | 2013/14. | Лига 1                 | 0       | 0      | 0              | 0              | 0        | 0        | 0       | 0      | —       | —      | 0       | 0      |
| Париз Сен Жермен   | Укупно   | Укупно                 | 0       | 0      | 0              | 0              | 0        | 0        | 0       | 0      | —       | —      | 0       | 0      |
|                    |          |                        |         |        |                |                |          |          |         |        |         |        |         |        |
| Париз Сен Жермен Б | 2010/11. | Четврта лига Француске | 7       | 2      | —              | —              | —        | —        | —       | —      | —       | —      | 7       | 2      |
| Париз Сен Жермен Б | 2011/12. | Четврта лига Француске | 23      | 2      | —              | —              | —        | —        | —       | —      | —       | —      | 23      | 2      |
| Париз Сен Жермен Б | 2012/13. | Четврта лига Француске | 31      | 12     | —              | —              | —        | —        | —       | —      | —       | —      | 31      | 12     |
| Париз Сен Жермен Б | 2013/14. | Четврта лига Француске | 25      | 14     | —              | —              | —        | —        | —       | —      | —       | —      | 25      | 14     |
| Париз Сен Жермен Б | Укупно   | Укупно                 | 86      | 30     | —              | —              | —        | —        | —       | —      | —       | —      | 86      | 30     |
|                    |          |                        |         |        |                |                |          |          |         |        |         |        |         |        |
| Шарлроа            | 2014/15. | Прва лига Белгије      | 31      | 7      | 2              | 0              | —        | —        | —       | —      | 2       | 0      | 35      | 7      |
|                    |          |                        |         |        |                |                |          |          |         |        |         |        |         |        |
| Гент               | 2015/16. | Прва лига Белгије      | 24      | 4      | 3              | 0              | —        | —        | 6       | 2      | 0       | 0      | 33      | 6      |
| Гент               | 2016/17. | Прва лига Белгије      | 33      | 8      | 1              | 0              | —        | —        | 13      | 9      | —       | —      | 47      | 17     |
| Гент               | 2017/18. | Прва лига Белгије      | 3       | 0      | —              | —              | —        | —        | 2       | 1      | —       | —      | 5       | 1      |
| Гент               | Укупно   | Укупно                 | 60      | 12     | 4              | 0              | —        | —        | 21      | 12     | 0       | 0      | 85      | 24     |
|                    |          |                        |         |        |                |                |          |          |         |        |         |        |         |        |
| Нант               | 2017/18. | Лига 1                 | 8       | 1      | 0              | 0              | 0        | 0        | —       | —      | —       | —      | 8       | 1      |
| Нант               | 2018/19. | Лига 1                 | 32      | 8      | 5              | 3              | 2        | 1        | —       | —      | —       | —      | 40      | 12     |
| Нант               | 2019/20. | Лига 1                 | 21      | 4      | 1              | 1              | 1        | 0        | —       | —      | —       | —      | 23      | 5      |
| Нант               | 2020/21. | Лига 1                 | 17      | 3      | 0              | 0              | —        | —        | —       | —      | 2       | 0      | 19      | 3      |
| Нант               | 2021/22. | Лига 1                 | 21      | 5      | 0              | 0              | —        | —        | —       | —      | —       | —      | 21      | 5      |
| Нант               | Укупно   | Укупно                 | 99      | 21     | 6              | 4              | 3        | 1        | —       | —      | 2       | 0      | 110     | 26     |
|                    |          |                        |         |        |                |                |          |          |         |        |         |        |         |        |
| Црвена звезда      | 2022/23. | Суперлига Србије       | 4       | 1      | 1              | 0              | —        | —        | 2       | 0      | —       | —      | 7       | 1      |
|                    |          |                        |         |        |                |                |          |          |         |        |         |        |         |        |
| Кевији             | 2023/24. | Лига 2                 | 22      | 5      | 2              | 0              | —        | —        | —       | —      | —       | —      | 24      | 5      |
|                    |          |                        |         |        |                |                |          |          |         |        |         |        |         |        |
| Каријера           | Каријера | Каријера               | 302     | 76     | 15             | 4              | 3        | 1        | 23      | 12     | 4       | 0      | 347     | 93     |
|                    |          |                        |         |        |                |                |          |          |         |        |         |        |         |        |

### Репрезентативна
Ажурирано 29. августа 2022.
| Мали   | Мали     | Мали   |
| Година | Утакмице | Голови |
| ------ | -------- | ------ |
| 2013.  | 1        | 0      |
| 2014.  | 3        | 0      |
| 2015.  | 0        | 0      |
| 2016.  | 2        | 0      |
| 2017.  | 5        | 1      |
| 2018.  | 1        | 0      |
| 2019.  | 7        | 1      |
| 2020.  | 2        | 0      |
| 2021.  | 4        | 3      |
| 2022.  | 4        | 1      |
| Укупно | 30       | 6      |

### Голови за репрезентацију
| #  | Датум              | Место                          | Противник   | Гол   | Резултат | Такмичење                                           |
| -- | ------------------ | ------------------------------ | ----------- | ----- | -------- | --------------------------------------------------- |
| 1. | 10. јун 2017.      | Стадион 26. март, Бамако       | Габон       | 1 : 1 | 2 : 1    | Квалификације за Афрички куп нација 2019.           |
| 2. | 23. март 2019.     | Стадион 26. март, Бамако       | Јужни Судан | 1 : 0 | 3 : 0    | Квалификације за Афрички куп нација 2019.           |
| 3. | 11. јун 2021.      | Стадион Ел Менза, Тунис        | ДР Конго    | 1 : 0 | 1 : 1    | Пријатељска утакмица                                |
| 4. | 11. новембар 2021. | Регионални стадион, Ниамирамбо | Руанда      | 0 : 3 | 0 : 3    | Квалификације за Квалификације за Светско првенство |
| 5. | 14. новембар 2021. | Стадион Адрар арена, Агадир    | Уганда      | 1 : 0 | 1 : 0    | Квалификације за Квалификације за Светско првенство |
| 6. | 4. јун 2022.       | Стадион 26. март, Бамако       | Конго       | 4 : 0 | 4 : 0    | Квалификације за Афрички куп нација 2023.           |

## Трофеји и награде
Нант
- Куп Француске : 2021/22.[38]

Црвена звезда
- Суперлига Србије : 2022/23.[39]
- Куп Србије : 2022/23.[40]